# Улица Горбунова (Красное Село)
Улица Горбуно́ва — улица в Красном Селе. Проходит от Лагерного переулка до железнодорожной линии, от которой происходит её прежнее название — Железнодорожная улица.

## История
В 1989 году улицу назвали в честь участника Февральской и Октябрьской революций, академика Николая Петровича Горбунова (1892—1938). Горбунов родился в Красном Селе, учился в школе при писчебумажной фабрике. Школа была основана его отцом, инженером фабрики.

## Достопримечательности
- Дом № 1 — до 2018 года здесь находились руины одного из зданий комплекса дворца Александра I[1].
- Дом № 3 — на этом участке находятся руины дворца Александра I, построенного в конце XVIII века[2][3].